# Dysithamnus striaticeps
Dysithamnus striaticeps là một loài chim trong họ Thamnophilidae.